# Bartolomeo Gandolfi
Pour les articles homonymes, voir Gandolfi.
 (mars 2024).
 (mars 2024).
Si vous disposez d'ouvrages ou d'articles de référence ou si vous connaissez des sites web de qualité traitant du thème abordé ici, merci de compléter l'article en donnant les références utiles à sa vérifiabilité et en les liant à la section « Notes et références ».
 (mars 2024).
La mise en forme du texte ne suit pas les recommandations de Wikipédia : il faut le « wikifier ».
Les points d'amélioration suivants sont les cas les plus fréquents. Le détail des points à revoir est peut-être précisé sur la page de discussion.
- Les titres sont pré-formatés par le logiciel. Ils ne sont ni en capitales, ni en gras.
- Le texte ne doit pas être écrit en capitales (les noms de famille non plus), ni en gras, ni en italique, ni en « petit »…
- Le gras n'est utilisé que pour surligner le titre de l'article dans l'introduction, une seule fois.
- L'italique est rarement utilisé : mots en langue étrangère, titres d'œuvres, noms de bateaux, etc.
- Les citations ne sont pas en italique mais en corps de texte normal. Elles sont entourées par des guillemets français : « et ».
- Les listes à puces sont à éviter, des paragraphes rédigés étant largement préférés. Les tableaux sont à réserver à la présentation de données structurées (résultats, etc.).
- Les appels de note de bas de page (petits chiffres en exposant, introduits par l'outil «  Source ») sont à placer entre la fin de phrase et le point final[comme ça].
- Les liens internes (vers d'autres articles de Wikipédia) sont à choisir avec parcimonie. Créez des liens vers des articles approfondissant le sujet. Les termes génériques sans rapport avec le sujet sont à éviter, ainsi que les répétitions de liens vers un même terme.
- Les liens externes sont à placer uniquement dans une section « Liens externes », à la fin de l'article. Ces liens sont à choisir avec parcimonie suivant les règles définies. Si un lien sert de source à l'article, son insertion dans le texte est à faire par les notes de bas de page.
- La présentation des références doit suivre les conventions bibliographiques. Il est recommandé d'utiliser les modèles {{Ouvrage}}, {{Chapitre}}, {{Article}}, {{Lien web}} et/ou {{Bibliographie}}. Le mode d'édition visuel peut mettre en forme automatiquement les références.
- Insérer une infobox (cadre d'informations à droite) n'est pas obligatoire pour parachever la mise en page.

Pour une aide détaillée, merci de consulter Aide:Wikification.
Si vous pensez que ces points ont été résolus, vous pouvez retirer ce bandeau et améliorer la mise en forme d'un autre article.
Bartolomeo Gandolfi, né le 13 janvier 1753 à Torria et mort à Rome le 10 mai 1824, est un naturaliste italien, professeur de physique à Rome.

## Biographie
Bartolomeo Gandolfi naquit le 13 janvier 1753, au village de Torria, dans le marquisat d’Oneglia. Il y fit ses premières études, et fut reçu au collège des prêtres des écoles pieuses, à Ancône, le 25 février 1772 ; c’est là qu’il termina son noviciat. Sur l’ordre du supérieur il se rendit à Rome, où il se perfectionna dans la philosophie, la physique et la théologie. Il fut ensuite envoyé à Pola comme professeur de grammaire, et plus tard à Nocera comme professeur de belles-lettres ; mais ayant montré un goût spécial pour les sciences philosophiques, il fut en 1779 désigné professeur à Ravenne, où il demeura pendant cinq ans. Le collège Nazareno de Rome a toujours été sous la direction spéciale des frères des écoles pieuses. Gandolfi y fut appelé en 1784 par le général de l’ordre pour professer la philosophie et les mathématiques, et, marchant sur les traces des pères Canovai et Riccio, il introduisit l’enseignement de cette science par le moyen de l’analyse, méthode qui eut beaucoup de succès et fut approuvée par Gioacchino Pessuti, alors professeur à l’université de la Sapienza. La réputation de Gandolfi s’accrut de jour en jour ; à la mort du P. Girolamo Fonda en 1792 , il lui succéda dans la chaire de philosophie de cette université ; c’est lui qui donna à Rome une grande impulsion aux études de la physique et de la chimie, en faisant abandonner les théories fort obscures de Stahl, théories alors en vigueur d’après les principes de Musschenbroek et de Boerhaave ; les étudiants n’avaient pas la moindre connaissance des découvertes faites par Priestley, par Bergman et Lavoisier, qui avaient éclairci les ténèbres répandues sur la théorie du phlogistique, qui avaient établi une nouvelle nomenclature et fait adopter pour base de la science chimique le résultat des faits et des expériences. Gandolfi ne brillait pas par l’élégance de la diction, mais, ce qui est plus essentiel, il avait de l’ordre et de la clarté ; il fit tourner la science au profit du commerce et de l’agriculture, et fut aussi le premier à faire connaître à Rome les théories de la chaleur proposées par le comte de Rumford, qu’il appliqua lui-même à la nouvelle construction des fabriques à briqueteries, des fours et des cheminées. 
Le P. Gandolfi mourut à Rome, dans son collège, le 10 mai 1824 ; il était membre de plusieurs académies et l’un des plus distingués de celle de Lyncéens, établie à Rome et qui s’y occupe des sciences exactes ; il y lut en 1802 un mémoire qui fut imprimé dans un journal de Naples sous le titre suivant : Dissertazione sopra le condizioni necessarie perché una macchina elettrica sia capace del massimo effetto.

## Œuvres
- Memoria sulla cagione del terremoto, Rome, 1787, in-8° ;
- Lettera al signor principe Doria sulla falsa Ardesia, ibid., 1789, in-8° ;
- Trattato sopra gl’olivi, ibid., 1793, in-8°. Cet ouvrage était très-utile dans un pays où l’olivier prospère, mais où la fabrication de l’huile est défectueuse. Il offre un traité complet sur la culture de l’olivier, sur l’espèce la plus convenable et sur les terrains les plus propres à son accroissement, enfin sur une manière simple et excellente de fabriquer l’huile. Gandolfi, né dans un pays d’oliviers, fit des voyages en Provence avant de donner sa méthode pratique.
- Memoria sulla maniera di costruire cammini, Rome, 1807, in-8°, avec un appendice sur le même sujet ;
- Sulle acque termali del bagno di Canino, ibid., 1810, in-8°. Dans cette analyse des eaux, qui fut faite d’après la méthode de Adolf Murray, il détermina les substances qui entraient dans leur composition, et classa ces substances en suivant l’ordre de leurs affinités.

Nous avons encore de lui une lettre publiée dans l'Anthologie romaine, et qu’il écrivit en 1797 au docteur Domenico Morichini, son élève, sur la fabrication des machines électriques.